# ویلهلم ینسن
ویلهِلم هِرمان یِنسِن (۱۵ فوریه ۱۸۳۷ – ۲۴ نوامبر ۱۹۱۱) نویسنده و شاعری آلمانی بود.